# Decrypto
Decrypto est un jeu de société pour 3 à 8 joueurs conçu par Thomas Dagenais-Lespérance et publié par l'éditeur canadien Le Scorpion masqué en 2018. Dans le jeu, deux équipes s'affrontent et le but est d'envoyer des codes cryptés suffisamment clairs à votre équipe pour qu'elle vous comprenne, mais qui n'en révèlent pas trop à vos adversaires afin que vos messages ne soient pas interceptés.
Decrypto a été nommé pour l'International Gamers Award 2018 dans la catégorie Multijoueur et est arrivé à la 2ème place au Swiss Gamers Award 2018. En 2020, il a remporté le prix MinD dans la catégorie Courte durée de l'association Mensa in Deutschland e.V.

## Matériel
La boîte du jeu de société comprend :
- 110 cartes Mots-clefs (440 mots en tout)
- 2 écrans
- 48 cartes Code (24 blanches, 24 carte noires)
- 4 jetons Interception (blancs)
- 4 jetons Malentendu (noirs)
- 1 sablier (de 30 secondes)
- 50 feuilles de notes
- 1 livret de règles

## Extensions

### Laser Drive (2019)
Laser Drive publié en 2019 est la première extension de Decrypto.

## Récompenses
- 2018
  - Golden Geek Award, Nommé pour la catégorie : Meilleur jeu de soirée[1]
  - Golden Geek Award, Nommé pour la catégorie : Jeu le plus innovant[2]
  - Cardboard Republic Socializer, Meilleur jeu de socialisation[3]
  - International Gamers Award, Nommé pour la catégorie : Jeux de stratégie (multijoueur)[4]
  - Tric Trac d'or, Nommé pour le Tric Trac d'or (4ème place)[5]
  - Swiss Gamers Award, 2ème place[6],[7]
- 2019
  - UK Games Expo, Meilleur jeu de soirée, Choix des joueurs[8]
- 2020
  - Mensa in Deutschland e.V., dans la catégorie Courte durée, 1er place[9]